# Выборы в ландтаг Рейнланд-Пфальца 1951
Выборы в ландтаг Рейнланд-Пфальца 1951 года состоялись 29 апреля. Христианско-демократический союз потерял восемь процентов, но по-прежнему оставался самой влиятельной политической партией. В это же время, Свободная демократическая партия (FDP) набрала дополнительных 7 процентов. Коммунистическая партия Германии (KPD), по сравнению с предыдущими выборами, потерпела поражение и не смогла занять места в ландтаге.

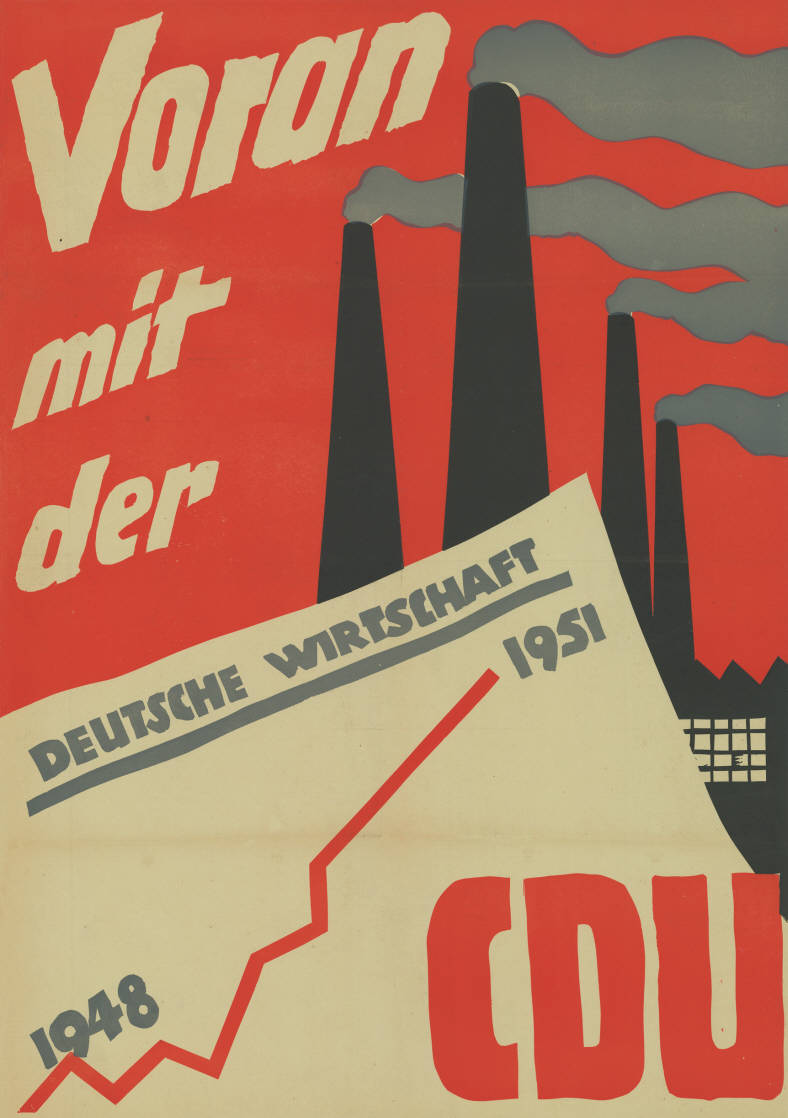
Плакат Христианско-демократического союза

## Начальное положение
Петер Альтмейер решил создать коалицию со Свободной демократической партией (FDP), тем самым положив конец национальному правительству.

## Результаты выборов
Распределение мест после выборов 1951 года
Выборы в ландтаг состоялись 15 мая 1955 года. Участие в выборах приняло 10 партий.
- Общее количество избирателей: 2 021 164;
- Количество явившихся избирателей: 1 512 643;
- Явка избирателей: 74,84 %, из них:
  - действительные голоса: 1 437 250;
  - недействительные голоса: 75 393.

| Партия                              | Партия                                                 | Голосов   | %     | Мест | Изменений |
| ----------------------------------- | ------------------------------------------------------ | --------- | ----- | ---- | --------- |
|                                     | Христианско-демократический союз (CDU)                 | 563 274   | 49,19 | 43   | ▼5        |
|                                     | Социал-демократическая партия Германии (SPD)           | 488 374   | 33,98 | 38   | ▼4        |
|                                     | Свободная демократическая партия (FDP)                 | 240 071   | 16,70 | 19   | ▲8        |
|                                     | Коммунистическая партия Германии (KPD)                 | 62 483    | 4,35  |      | ▼8        |
|                                     | Партия Центра (DZP)                                    | 29 816    | 2,07  |      |           |
|                                     | Общегерманский блок                                    | 27 573    | 1,92  |      |           |
|                                     | Свободный список жертв чрезвычайной ситуации в общинах | 10 012    | 0,70  |      |           |
|                                     | Немецкая имперская партия                              | 7 185     | 0,50  |      |           |
|                                     | Ассоциация национального собрания                      | 4 864     | 0,34  |      |           |
|                                     | Немецкая рабочая партия                                | 3 598     | 0,25  |      |           |
| Недействительных бюллетеней         | Недействительных бюллетеней                            | 75 393    | 3,98  | -    | -         |
| Всего                               | Всего                                                  | 1 437 250 | 100   | 100  | -         |
| Зарегистрированных избирателей/явка | Зарегистрированных избирателей/явка                    | 1 512 643 | 74,84 | -    | -         |

### Комментарии
1. 1 2  До слияния Свободной демократической партии (FDP), 7 мест приходилось на Либеральную партию (LP), а 4 места — на Социнальный народный союз (SV).